# Al-Jiza, Jordanien
al-Jiza (arabiska: الجيزة) är en distriktshuvudort i Jordanien. Den ligger i Huvudstadsprovinsen, i den centrala delen av landet, 28 km söder om huvudstaden Amman. Antalet invånare är 4 397.